# Limnonectes parvus
Espèce
Synonymes
- Rana parva Taylor, 1920

Statut de conservation UICN

 LC  : Préoccupation mineure
Limnonectes parvus est une espèce d'amphibiens de la famille des Dicroglossidae.

## Répartition
Cette espèce est endémique de l'île de Mindanao aux Philippines,.

## Publication originale
- Taylor, 1920 : Philippine Amphibia. Philippine Journal of Science, vol. 16, p. 213–359 (texte intégral).